# 佐藤郁夫
佐藤 郁夫（さとう いくお、1955年 - ）は、日本の経営学者。エコノミスト。経済学博士（北海学園大学）。札幌大学名誉教授。北海道武蔵女子大学教授。研究分野は、マーケティング、社会企業論、地域産業論。北海道初山別村出身。

## 略歴
- 1981年3月　上智大学法学部卒業
- 1981年4月　昭和石油入社、合併で　昭和シェル石油
- 1988年4月　昭和シェル石油からの留学出向　日本エネルギー経済研究所研究員
- 1990年7月　北海道銀行入行　調査部、地域企業経営研究所主任研究員など歴任
- 1996年9月　北海道銀行退職　札幌大学経営学部講師
- 1999年4月　札幌大学経営学部助教授
- 2003年4月　札幌大学経営学部教授（兼職　大学院経営学研究科教授）
- 2006年4月　札幌大学経営学部附属産業経営研究所所長（兼職）（～2010年3月)
- 2010年3月　高原一隆の下で経済学博士号を取得
- 2013年４月　札幌大学地域共創学群経営・会計専攻学系長兼大学院経営学研究科科長（～2015年3月）[2]
- 2021年10月　札幌大学定年退職により、同大学・名誉教授・非常勤講師
- 2024年４月　北海道武蔵女子大学経営学部教授

この他、米国ジョージワシントン大学政治学部アジアセンター客員研究員、米国バブソン大学アーサー・M・プランク起業家センター客員研究員、東京大学大学院法学政治学研究科客員研究員などを務める。

## 主な著作
- 『北海道産業史』（共著）北海道大学出版会、2002年
- 『起業教室』中央経済社、2005年
- 『北海道の企業』シリーズ１～３（共編）北海道大学出版会、2005年　2008年　2012年
- 『観光と北海道経済』北海道大学出版会、2008年
- 『拓銀破綻後の北海道経済』（共編）日本経済評論社、2008年
- 『若者の「地域」志向とソーシャル・キャピタル』（共著）中西出版、2016年
- 『北海道観光50年の軌跡』（共著）北海道開発協会、2022年3月

## 注
1. ↑  KAKEN
2. ↑  以上につきマイポータル